# 아니타 블라즈
아니타 블라즈(프랑스어: Anita Blaze, 1991년 10월 29일~)는 프랑스의 펜싱 선수로 주 종목은 플뢰레이다. 2012년 유럽 선수권 대회의 여자 플뢰레 단체전에서 은메달을 획득하였다. 또한 2012년 하계 올림픽의 여자 플뢰레 단체전에서 교체요원으로 출전하여 4위를 기록하였다. 이 때 대한민국과의 동메달 결정전 5바우트에 이사오라 티뷔와 교체되어 출전하였다. 5바우트에서 남현희를 5-3으로 이겼으나 정길옥과의 7바우트에서 2-6으로 패하며 역전에 실패하였고, 프랑스는 32-45로 패배했다.